# Francisco Moncloa
Francisco Moncloa Fry (Lima, 3 de enero de 1922 - Lima, 5 de noviembre de 1984) fue editor, librero, marchante de arte, periodista y político peruano. Destacado promotor cultural, adscrito a las corrientes progresistas y socialistas, tuvo influencia en la vida pública de su país en los años 1960 y 1970.

## Biografía
Hijo de Manuel Moncloa Ordóñez y Leonor María Fry Ruiz, pertenecía a una acomodada familia limeña. Nieto del escritor Manuel Moncloa y Covarrubias (1859-1911).
En 1947 fundó, junto a Jorge Remy, la Galería de Lima, principal difusora de la pintura abstracta en el Perú. Fue uno de los animadores, en los años 1960, del Movimiento Social Progresista, cuyos líderes principales eran el abogado Alberto Ruiz Eldredge y los diputados Efraín Ruíz Caro, por Cusco, de profesión periodista, y Germán Tito Gutiérrez, por Arequipa. También actuó en este grupo el arquitecto Santiago Agurto Calvo, quien fue rector de la Universidad Nacional de Ingeniería y Ricardo Llaqui Descalzi, lo mismo que el dirigente sindical Guillermo Sheen Lazo, y el de Juventudes, José Luis Villarán. El poeta Javier Heraud militó en este grupo, en sus inicios.
Como editor, su sello Francisco Moncloa Editores S.A., publicó importantes textos de las ciencias sociales en los años 1960, como La oligarquía en el Perú (Bourricaud, Bravo Bresani, Favre, Piel), en coedición con Campodónico (1969), pero también obras literarias capitales como el volumen con la cuentística reunida de José María Arguedas, Amor mundo y todos los cuentos (1967), y otros. Su trabajo más notable, en este rubro, fue sin embargo la publicación de la Obra poética completa de César Vallejo (1968), en una edición facsimilar y cuidadísima, la primera que se hizo de este tipo, con prólogo de Américo Ferrari, una edición que sigue siendo una referencia.
La librería Moncloa, primero en la cuadra del jirón Ocoña, y más tarde en la Plaza San Martín misma, fue a fines de los años 1960 y a comienzos de los 1970 la librería más dinámica y prestigiada en el mundo intelectual limeño. La dirigió Sybila Arredondo de Arguedas. En su primera etapa (en el jirón Ocoña), la librería vendía también música clásica y fue galería de arte, con lo que Francisco Moncloa, a quien sus amigos llamaban afectuosamente Paco, prolongó su actividad de marchante de arte de la época en que animó el Instituto de Arte Contemporáneo (IAC). Fue célebre la exposición que allí realizó, en 1968, el poeta y pintor Jorge Eduardo Eielson, quien presentó sus célebres «Nudos».
A iniciarse la década del 1970, Francisco Moncloa se dedicó de lleno al periodismo político, en calidad de subdirector del diario Expreso, que el gobierno militar nacionalista de Juan Velasco Alvarado había expropiado y cuya conducción había entregado a sus sindicatos. Desde su columna cotidiana y desde la página editorial del diario (en la que su asistente y coordinador fue Alfredo Pita, que por entonces empezaba su carrera periodística y literaria) libró intensa batallas en defensa de la reformas estructurales lanzadas por el gobierno militar de izquierda. Esto le valió ser considerado un renegado por la alta sociedad limeña de la que procedía su familia y en la que él mismo se había desenvuelto hasta la época en que se desempeñó como promotor cultural en el IAC.
En 1972, en los talleres del diario, sufrió un grave accidente y estuvo a punto de perder la vida. Tuvo que ser amputado de un brazo y en esos días, en unas declaraciones para la prensa, dijo la frase siguiente: «Hemos perdido la derecha, vamos a fortalecer la izquierda».
Fue el ideólogo del Partido Socialista Revolucionario, que fue organizado por un grupo de colaboradores del velasquismo, luego del derrocamiento de Velasco en 1975.